# Vrilletta convexa
Vrilletta convexa är en skalbaggsart som beskrevs av Leconte 1874. Vrilletta convexa ingår i släktet Vrilletta och familjen trägnagare. Inga underarter finns listade i Catalogue of Life.